# Basso Cambo
Pour l’article homonyme, voir Basso Cambo (métro de Toulouse).
Basso Cambo ['basɔ 'kambɔ] , francisation phonétique du toponyme, est une zone d'activité située dans le quartier 12 de Toulouse. Il est le terminus de la ligne A du métro et est proche du Mirail et de Bellefontaine. 

## Toponymie
Basso Cambo, soit Basse Jambe, doit faire référence à un sobriquet, personne de petite taille, courtaud.
Basso Cambo est la transcription phonétique de Bassa Camba ['basɔ 'kambɔ] en occitan languedocien correspondant à Baisha Camba   ['baʃɔ  'kamɔ] en gascon, aire dialectale propre du lieu situé en rive gauche de Garonne. Le cimetière de Portet-sur-Garonne est nommé Bachecame, francisation de la forme gasconne du lieu.
La prononciation correcte à l'occitane est proche de Basse Cambe. La voyelle finale occitane a , marque du féminin , oralisée o , est atone, comme le e muet du français.

## Histoire
En 1977, la deuxième tranche du Mirail n'est pas encore réalisée. Devant le succès mitigé de la zone à urbaniser en priorité, la mairie a pour ambition de créer trois nouvelles zones résidentielles (Basso Cambo, Pradettes, Mounède) de type pavillonnaire ou de petits collectifs privés avec une forte présence de la nature. Finalement, Basso Cambo est choisi pour devenir une zone d'activité et la zone résidentielle est recentrée sur les Pradettes.

### Aménagement
La zone d'aménagement concerté de Basso Cambo d'une superficie de 57,3 hectares est créée le 15 décembre 1986. Le choix de la situation de Basso Cambo se fait selon deux critères : le Centre Régional du Mirail (actuelle station Mirail - Basso-Cambo) qui devait constituer le deuxième centre ville de Toulouse en quasi stagnation depuis sa construction au début des années 1970, le but était de créer une dynamique autour du centre en constituant une ZAC technologique à l'ouest du Mirail ; il est aussi choisi en raison de sa proximité des grands axes de communications (périphérique intérieur, rocade arc en ciel), de l'hypercentre (à cinq kilomètres), de l'Aéroport Toulouse-Blagnac (à six kilomètres) et du secteur économique Sud (à six kilomètres).

## Vie de quartier
De nombreuses entreprises se sont développées à proximité.
EDF Gand Toulouse.
Centre AFPA.
En janvier 2010, l'Académie Christophe Tiozzo a été inaugurée au sein même du centre commercial.
Météopole

## Perspectives
On ne peut pas parler de Basso Cambo comme un pôle de compétitivité, n'étant pas spécialisé dans un domaine précis et n'ayant pas une renommée internationale comme AéroConstellation à Blagnac. On voit tout de même se profiler une importance régionale de Basso Cambo. En témoignent la construction de nouveaux bâtiments et infrastructures, la réorganisation de la station Mirail-Basso Cambo (proposée par la Fabrique) afin d'optimiser la place des parkings souterrains, les espaces aux abords du métro deviendraient un lieu de rencontre et d'échange agréable justifiant son statut de deuxième centre de Toulouse), la requalification de l'avenue du Général-Eisenhower, au sud, entre la rocade Arc-en-ciel et Bellefontaine, par le développement de l'activité électronique avec Electronic Avenue qui constituerait un technopole.

## Voies de communications et transports

### Transports en commun

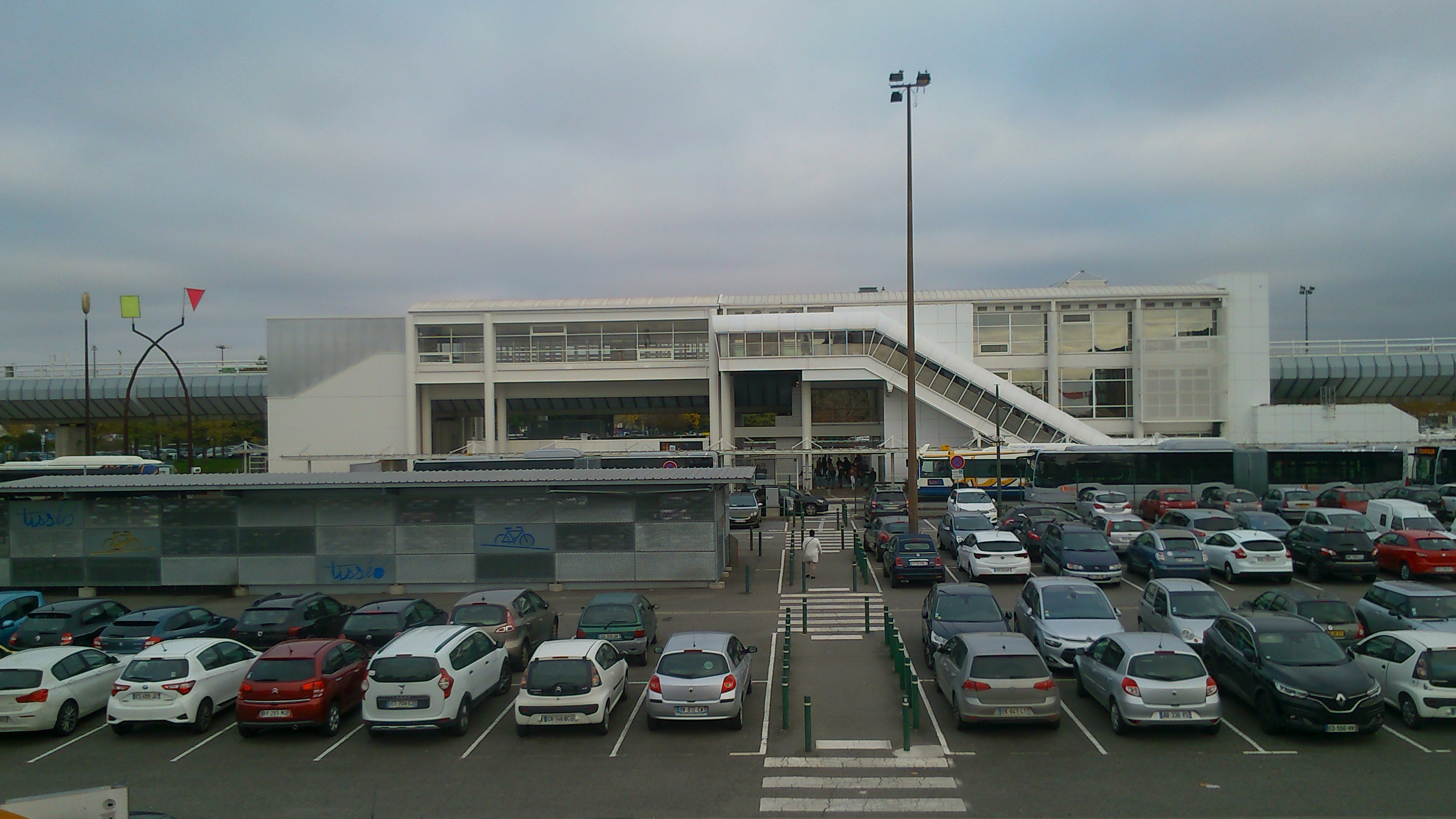
La station Basso Cambo du métro en 2018, terminus de la ligne A.

Le quartier est le terminus de la ligne A du métro de Toulouse et est également desservi par plusieurs stations de la voie du canal de Saint-Martory.
- Basso Cambo
  - L4L11
  - 141821254648495053588587117
  - 388

- Mesplé
  - L11
  - 182125485358

- Mounède
  - L11
  - 21254858

- De Croutte
  - L11
  - 4858

### Axes routiers
La rocade Arc-en-Ciel se termine à l'entrée du quartier